# Guerrillas de España
Las Guerrillas de España fueron una pequeña organización paramilitar de extrema derecha activa durante la Segunda República Española, que actuó en la órbita del Bloque Nacional de José Calvo Sotelo. Vestían camisa gris, gorro de legionario y una cruz de San Fernando. Constituidas en 1935, al decidirse la formación de una milicia a partir de los cuadros juveniles de Renovación Española, uno de sus instructores fue Juan Antonio Ansaldo. Con un activismo callejero a la postre de limitado alcance, tras las elecciones de febrero de 1936 y el proceso abierto de descomposición del alfonsismo radical, los integrantes de las Guerrillas tendieron a abandonar la militancia en la organización.
La iniciativa fue obra de Manuel Pombo Polanco, miembro del comité ejecutivo de Renovación Española y llegó a encuadrar a alrededor de 3.000 hombres. Sin embargo, su presencia en la calle fue testimonial, pues se limitaron a repartir folletos o a lanzar un globo en pleno centro de Madrid con el lema «El Bloque Nacional salvará a España». Según el testimonio de Ansaldo, que estuvo doce días en prisión por sus actividades conspirativas, «de continuo había que visitar y auxiliar económicamente a docenas y docenas de "guerrilleros" encarcelados o detenidos. Después era necesario defenderlos en causas y juicios. Esos muchachos eran, en general, díscolos y un tanto fanfarrones». Una de las causas que obstaculizaron el desarrollo de los "Guerrilleros de España" fue que las armas prometidas por la Italia fascista nunca llegaron. Otra de las razones fue que se encontraron con un rival: las Juventudes Unificadas de Acción Nacionalista (JUAN), rama juvenil del Bloque Nacional de José Calvo Sotelo, cada vez más enfrentado con Antonio Goicoechea, líder de Renovación Española.